# A Modern Affair
A Modern Affair is een Amerikaanse romantische komedie uit 1995, geregisseerd door Vern Oakley met hoofdrollen voor Lisa Eichhorn en Stanley Tucci.

## Verhaal
Grace Rhodes is een eenzame, succesvolle executive wiens biologische klok luid tikt. Ze geeft het op om de juiste man te vinden en neemt op advies van haar beste vriendin Elaine haar toevlucht tot een spermabank. Al snel is ze zwanger, maar ze wordt zo nieuwsgierig naar de identiteit van de vader dat ze met de hulp van Elaine op zoek gaat naar hem. Peter Kessler is een natuurfotograaf die in de staat New York woont. Hoewel zijn levensstijl verschilt van haar, is hij ook terughoudend om zich te binden aan een relatie, omdat hij zich overgeeft aan een informele affaire met een getrouwde vrouw.
Zijn foto's tonen alleen landschappen, omdat wat hem betreft mensen de compositie verknoeien. Zijn wereld staat op zijn kop als Grace in beeld komt. En kondigt aan dat ze zwanger is. "Je hebt jezelf in deze situatie gebracht", zegt hij tegen haar. "Je zult jezelf eruit moeten zien te krijgen". "Ik ga geen verantwoordelijkheid nemen voor je baby". Terwijl hij aanvankelijk wegloopt van elke intimiteit, hernieuwt hij later het contact met Grace. Vanaf dat moment begint hun ontdekking van wederzijdse betrokkenheid en hun reis naar het ouderschap.

## Rolverdeling
| Acteur           | Personage     |
| ---------------- | ------------- |
| Lisa Eichhorn    | Grace Rhodes  |
| Stanley Tucci    | Peter Kessler |
| Caroline Aaron   | Elaine        |
| Robert LuPone    | Ben           |
| Vincent Young    | Tony          |
| J. Smith-Cameron | Diane         |

## Release
De film ging in première op 1 september 1995 op het Boston Film Festival en verscheen op 6 september 1996 in de Verenigde Staten.